# Ejen
Ejen är en sjö i Leksands kommun i Dalarna och ingår i Dalälvens huvudavrinningsområde. Sjön har en area på 3,97 kvadratkilometer och ligger 251,2 meter över havet. Sjön avvattnas av vattendraget Limån (Gryssån). Vid provfiske har bland annat abborre, gädda, löja och mört fångats i sjön.

## Delavrinningsområde
Ejen ingår i det delavrinningsområde (672909-144173) som SMHI kallar för Utloppet av Ejen. Medelhöjden är 302 meter över havet och ytan är 31,04 kvadratkilometer. Räknas de 10 avrinningsområdena uppströms in blir den ackumulerade arean 77,04 kvadratkilometer. Limån (Gryssån) som avvattnar avrinningsområdet har biflödesordning 3, vilket innebär att vattnet flödar genom totalt 3 vattendrag innan det når havet efter 311 kilometer. Avrinningsområdet består mestadels av skog (73 procent). Avrinningsområdet har 4,09 kvadratkilometer vattenytor vilket ger det en sjöprocent på 13,2 procent.

## Fisk
Vid provfiske har följande fisk fångats i sjön:
- Abborre
- Gädda
- Löja
- Mört
- Siklöja
- Öring